# Sueli dos Santos
Sueli Pereira dos Santos (ur. 8 stycznia 1965 w Cascavel) – brazylijska lekkoatletka specjalizująca się w rzucie oszczepem. Złota medalistka mistrzostw Ameryki Południowej i mistrzostw ibero-amerykańskich, uczestniczka igrzysk olimpijskich w Sydney.

## Przebieg kariery
W 1983 roku zdobyła jedyny w karierze złoty medal mistrzostw Ameryki Południowej juniorów. Dwa lata później wystąpiła na mistrzostwach Ameryki Południowej seniorów, gdzie została ich srebrną medalistką. W 1987 roku sięgnęła po tytuł mistrzyni kontynentu, ponadto uczestniczyła w mistrzostwach globu w Rzymie, na których zakończyła swój udział w fazie eliminacji, zajmując w swej grupie 13. miejsce. Bez powodzenia startowała również na światowych czempionatach, które miały miejsce w Tokio i Stuttgarcie.
Po raz ostatni w zawodach lekkoatletycznych wystąpiła w ramach rozgrywanych w Sydney igrzysk olimpijskich. W eliminacjach uzyskała wynik 56,27 m plasujący ją na 14. miejscu w grupie oraz 23. miejscu w gronie wszystkich oszczepniczek, tym samym nie zakwalifikowała się do finału.

## Osiągnięcia
| Rok     | Zawody                                   | Miasto         | Miejsce | Wynik |
| ------- | ---------------------------------------- | -------------- | ------- | ----- |
| 1983    | Mistrzostwa Ameryki Południowej juniorów | Medellín       | złoto   | 50,42 |
| 1985    | Mistrzostwa Ameryki Południowej          | Santiago       | srebro  | 51,52 |
| 1986    | Mistrzostwa ibero-amerykańskie           | Hawana         | brąz    | 52,34 |
| 1987    | Igrzyska panamerykańskie                 | Indianapolis   | 4.      | 57,02 |
| 1987    | Mistrzostwa świata                       | Rzym           | 13. H   | 55,48 |
| 1987    | Mistrzostwa Ameryki Południowej          | São Paulo      | złoto   | 56,00 |
| 1988    | Mistrzostwa ibero-amerykańskie           | Meksyk         | brąz    | 56,10 |
| 1989    | Mistrzostwa Ameryki Południowej          | Medellín       | brąz    | 52,78 |
| 1991    | Mistrzostwa Ameryki Południowej          | Manaus         | srebro  | 56,64 |
| 1991    | Igrzyska panamerykańskie                 | Hawana         | 7.      | 50,66 |
| 1991    | Mistrzostwa świata                       | Tokio          | 14. H   | 51,20 |
| 1993    | Mistrzostwa świata                       | Stuttgart      | 9. H    | 57,16 |
| 1994    | Mistrzostwa ibero-amerykańskie           | Mar del Plata  | złoto   | 65,96 |
| 1999    | Mistrzostwa Ameryki Południowej          | Bogota         | srebro  | 58,16 |
| 1999    | Igrzyska panamerykańskie                 | Winnipeg       | 6.      | 52,58 |
| 2000    | Mistrzostwa ibero-amerykańskie           | Rio de Janeiro | srebro  | 58,94 |
| 2000    | Igrzyska olimpijskie                     | Sydney         | 14. H   | 56,27 |
| Źródło: |                                          |                |         |       |

Osiem razy w karierze otrzymała tytuł mistrzyni Brazylii, w latach 1986-2000.

## Rekordy życiowe
Rekord życiowy zawodniczki to 61,98 m i został ustanowiony 6 maja 2000 roku w Bogocie.